# دورجا
دُرْغا (تعني بالسنسكريتية "التي لا تقهر أو لا يمكن الوصول إليها) وتسمى أيضا ما دورگا أي الأم دُرْغا هي الإلهة العليا في الهندوسية. وتعبر أم غانيشا وساراسواتي ولاكشمي، وهي أيضا الوجه القوي المحارب للشياطين لبارافاتي زوجة شيفا. لذلك ترسم بعشرة أذرع وتركب الأسد أو النمر وتحمل أسلحة، وتعتبر تجسد الطاقة الأنثوية الخلاقة شاكتي.